# Eudorylas piriformis
Eudorylas piriformis är en tvåvingeart som först beskrevs av Xu och Yang 1991.  Eudorylas piriformis ingår i släktet Eudorylas och familjen ögonflugor.
Artens utbredningsområde är Nei Mongol (Kina). Inga underarter finns listade i Catalogue of Life.